# Józefina Róża Kronenberg
Józefina Róża Kronenberg (ur. w 1889 w Warszawie, zm. 3 lutego 1969 tamże) – córka bankiera Leopolda Juliana Kronenberga i śpiewaczki Józefiny Reszke.

## Zarys biografii

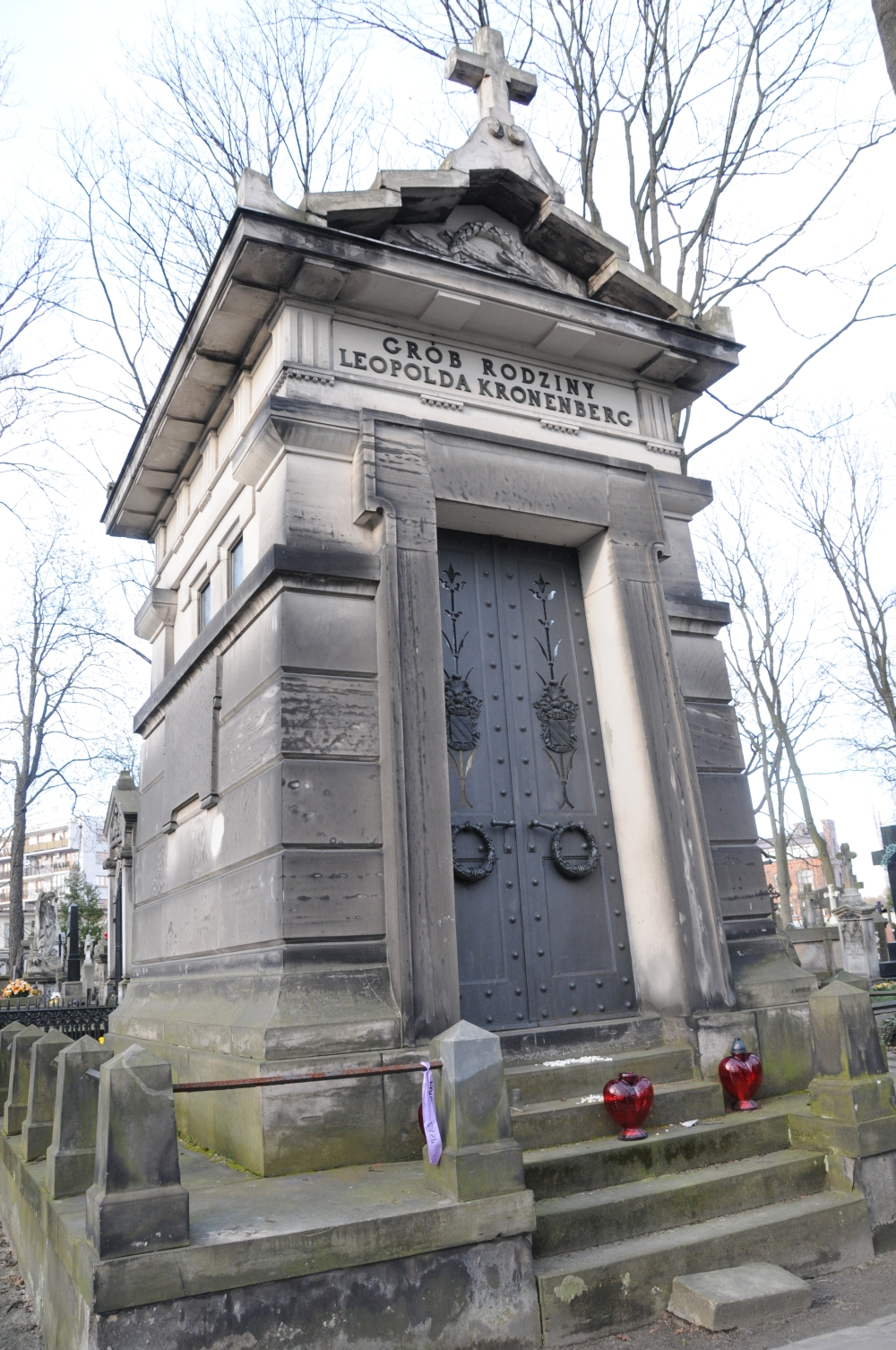
Grób Józefiny Róży Kronenberg na Powązkach

Była córką bankiera Leopolda Juliana Kronenberga i światowej sławy śpiewaczki operowej Józefiny Reszke oraz siostrą  Leopolda Jana Kronenberga.
Jej mąż Jerzy Kowalewski, po rozkładzie ich małżeństwa zakończonego separacją, otrzymał od teścia Leopolda Juliana Kronenberga odprawę i dożywotnią rentę. Ponieważ Józefina była ostatnią osobą z rodu Kronenbergów pozostałą w powojennej, ludowej Polsce, musiała ponieść konsekwencje swojego „burżuazyjnego” pochodzenia.
Oskarżono ją o nielegalną działalność polityczną w latach 1949-1952 i szpiegostwo na rzecz wywiadu brytyjskiego. Wyrokiem Najwyższego Sądu Wojskowego z 5 lutego 1953 skazana została na 7 lat pozbawienia wolności oraz 3-letnią utratę praw publicznych i obywatelskich, a także przepadek mienia. Wyrok odsiadywała w więzieniach na Mokotowie i ciężkim więzieniu kobiecym w Fordonie.
Na podstawie amnestii z 1956, wyrok uchylono i została uniewinniona. Na wolność wyszła mając 67 lat, będąc pozbawiona mieszkania i środków materialnych. Mieszkała w „norze”, w zrujnowanej kamienicy na ul. Kruczej w Warszawie. Pomocy finansowej udzielał jej brat, Leopold Jan Kronenberg.
Zmarła w Warszawie (potrącona przez samochód), pochowana została w kaplicy rodzinnej na cmentarzu Powązkowskim.